# 蘭索拉唑
蘭索拉唑（INN：lansoprazole），以 Prevacid 等品牌銷售，為一種抑制胃產生胃酸的藥物。沒有證據表明其有效性與其他質子泵抑製劑（PPI）的有效性有所不同。蘭索拉唑早先是通過鼻胃管給藥，可有效控制胃內的pH值；主要是為了一些無法吞服固體劑量製劑的病患，而成為靜脈注射泮托拉唑的替代品。不過之後已有膠囊服用製劑。
蘭索拉唑屬於一種質子泵抑製劑（PPI），與奥美拉唑列在同一藥理學類別。蘭索拉唑已經上市多年，是幾種可用的PPI之一。 蘭索拉唑是由對映異構體右旋蘭索拉唑（Dexilant，以前稱為 Kapidex）與"左旋蘭索拉唑"(levo-lansoprazole)以外消旋[1比1]所成之混合藥品。由於對映異構體的移位，"右旋蘭索拉唑"是由對映體轉變而成的對映體純活性成分之商業藥物。蘭索拉唑的血漿消除半衰期（1.5小時）與藥物對人體影響持續的時間不成比例（即胃酸抑制作用）。藥物在使用過一天或更長的時間後，用藥的效果會持續超過24個小時。
蘭索拉唑由世界上許多藥品公司以多個品牌來生產。在美國，它於1995年首次獲得美国食品药品监督管理局（FDA）的批准上市。而 Prevacid 品牌的專利保護到期日至2009年11月10日止。

## 外部連結
- Prevacid official website Takeda Pharmaceuticals North America
- Prevacid 24HR official website Novartis Consumer Health
- Prevpac official website Takeda Pharmaceuticals North America
- U.S. National Library of Medicine: Drug Information Portal - Lansoprazole （页面存档备份，存于）